# كريس براون
كرستوفر موريس براون والمعروف باسم كريس براون (إنكليزية،Chris Brown) هو مغني آر أند بي ومؤلف وملحن ومخرج أغاني وممثل أمريكي الجنسية.

## حياته
كريس هو أحد الأبناء الاثنان لجويس هوكينز وكلينتن براون وقد ولد في بلدة صغيرة تدعى تاباهنوك في ولاية فرجينيا الأمريكية.ولد كريستوفر موريس براون في عام 1989 في تابهانوك، وهي بلدة في ولاية فيرجينيا على الساحل الشرقي من الولايات المتحدة Unis.Il هو اصغر طفل من جويس هوكينز وبراون كلينتون. وكانت الموسيقى حاضرة دائما في حياة كريس براون. واستمع إلى البوم في حالة سكر وعدم تقليد رقصات مايكل جاكسون أو حتى Usher.Au الوقت نفسه، عائلة براون يعاني من مشاكل عائلية. وكانت والديه المطلقين وصديقها والدته كانت عنيفة. موسيقيا، كريس براون يفضل أن يشدو صفحات خوفه (اليوميات، أفراح والفشل من وقته في وقت مبكر المراهقة) بدلا من الرقص مع "دمى السيليكون. واكتشف الفنان الشاب من قبل فريق الإنتاج الذي زار محطة وقود والده على امل العثور على المواهب الشابة. في عام 2004 في نيويورك، وكريس براون يجتمع مع مدربه تينا ديفيس، الذي وقع على تسمية الوثائق رقص الجاز.
ورأى ان حياته تقلع في عام 2005 مع أول ظهور له ألبوم كريس براون. وقد وجدت أول ظهور له تشغيل واحد انه "التي تنتجها ستورش سكوت الجزء العلوي من لوحة الساخن باعت 100.Son أول ألبوم أكثر من مليوني نسخة في الولايات المتحدة والبلاتين على شهادة مزدوجة من قبل ريا.

## مسيرته الغنائية
صدر ألبوم كريس براون، على سبيل الحصر الثانية في نوفمبر 2007. كلا قبلة قبلة واحدة "تبرز تي الألم، و" وأنت "قد حقق نجاحا كبيرا. "" كيس كيس "وصلت إلى المركز الأول على لوحة الساخن 100 تليها" وأنت "" وراء الحق في المركز الثاني. الإفراج عن كريس براون نسخة فاخرة وصفه متميزة: الطبعة أبد الأبد بما في ذلك واحدة التي وصلت إلى المركز الثاني في لوحة الساخن 100. حصري ومعتمد ألبوم البلاتين ويأتي في المرتبة رقم ثلاثة في المبيعات في الولايات المتحدة مع 1894552 نسخة بيعت في 2008.1. وفي الوقت نفسه، وكتب الأغاني لريهانا، جوناس الاخوة، وبريتني سبيرز...
وكان صدر الألبوم الثالث الكتابة على الجدران في 4 ديسمبر 2009 في فرنسا و15 ديسمبر الدول Unis.Le أول واحد هو «يمكنني تحويل يا» يضم الليل واين وفوز Swizz التي وصلت إلى موقف 20 على الساخن 100 لوحة. والثانية كانت واحدة بدءا من عام 68 الزحف الموقف في 100.Graffiti وحة الساخن وباعت 102489 نسخة في الأسبوع الأول في الولايات المتحدة.
حصل على جائزة أفضل الوافد الجديد للسنة في عام 2006 جوائز موسيقى الروح القطار، وحصل على ثلاث جوائز أخرى في حفل توزيع جوائز الموسيقى الأمريكية، بما في ذلك أفضل فنان الذكور للجائزة خلال حفل توزيع جوائز الرهان 20082.5، 3 جوائز خلال حفل توزيع جوائز الموسيقى لوحة والجوائز السبع في حفل توزيع جوائز اختيار التين، وأخيرا حصل على جائزة أفضل فنان من الذكور في عام 2008 في جوائز موسيقى الفيديو تي. وفاز كريس براون 29 جوائز خلال مسيرته ورشحت 77 مرة.
لعب كريس براون هو أيضا فاعل، في الأفلام وهذا عيد الميلاد، والآخذون Steppin 'وظهرت في سلسلة من حياة زاك وكودي وفي الموسم 4 من نيوبورت بيتش. ويبدو أن المغني الشاب في سوبر حلوة بلادي يمر على تي. وتظهر فيها الشبان الأميركيين يحتفلون كل 16 أو 18 عاما الملايين اعتمادا على مناطق الولايات المتحدة حيث هذا العصر هو سنهم. يوم السبت 18 أكتوبر 2008، في برنامج ستار أكاديمي، الممثل كريس براون كيس كيس ومعكم "مع جوانا هارولد على TF1.
خلال النصف الأول من عام 2009، وكان يشتبه انه من العنف المنزلي على صديقته، وريهانا مغنية. نهاية يوليو 2009، اعترف في الاعتذار العلني والسماح لمحاميه لتخفيف حكم السجن خمس سنوات ما يستطيع، في غضون 180 يوما في خدمة المجتمع.
يوم 28 أكتوبر 2009، وكريس براون على خشبة المسرح مرة أخرى بعد أكثر من سبعة أشهر من الغياب في النفوذ، حيث غنى بعض الأغاني القديمة له مثل خذ لك للأبد أو لأسفل، ولكن أيضا العلامة التجارية مسار جديد يمكنني تحويل "يا. وفي نهاية الحفل، وقدم تحية جديدة لمايكل جاكسون.
يوم 15 أكتوبر 2009، بدأ جولة صغيرة في الولايات المتحدة: فان التقدير جولة في غرف استضافة ما يصل إلى 2000 شخص. تنتهي الجولة 15 ديسمبر 2009. وتقدير المعجبين جولة الدولية تبدأ هذا العام.
الإفراج عن اثنين من كريس براون راب في منطقة بلدي صدر يوم عيد الحب وفان أحد مشجعي مع Tyga سراح 17 مايو 2010. وراب وتحميل مجانا على شبكة الإنترنت. يوم 27 يونيو 2010، أدلى كريس براون لإشادة لا يصدق وتتحرك لمايكل جاكسون في الرهان جوائز عام 2010. ووصف أداء «العودة». في هذا المعرض، كما فاز بجائزة (أمريكا أون لاين Fandemonium جائزة) لمعظم المشجعين المخلصين.
كرستوفر موريس براون والمعروف باسم كريس براون (Chris Brown) هو مغني آر أند بي ومؤلف وملحن ومخرج أغاني وممثل أمريكي الجنسية.
حياته وسيرته الغنائية
كريس هو أحد الأبناء الاثنان لجويس هوكينز وكلينتن براون وقد ولد في بلدة صغيرة تدعى تاباهنوك في ولاية فرجينيا الأمريكية.ولد كريستوفر موريس براون في عام 1989 في تابهانوك، وهي بلدة في ولاية فيرجينيا على الساحل الشرقي من الولايات المتحدة Unis.Il هو اصغر طفل من جويس هوكينز وبراون كلينتون. وقد الموسيقى حاضرة دائما في حياة كريس براون. واستمع إلى البوم في حالة سكر وعدم تقليد رقصات مايكل جاكسون أو حتى Usher.Au الوقت نفسه، عائلة براون يعاني من مشاكل عائلية. وكانت والديه المطلقين وصديقها والدته كانت عنيفة. موسيقيا، كريس براون يفضل أن يشدو صفحات خوفه (اليوميات، أفراح والفشل من وقته في وقت مبكر المراهقة) بدلا من الرقص مع «دمى السيليكون. واكتشف الفنان الشاب من قبل فريق الإنتاج الذي زار محطة وقود والده على امل العثور على المواهب الشابة. في عام 2004 في نيويورك، وكريس براون يجتمع مع مدربه تينا ديفيس، الذي وقع على تسمية الوثائق رقص الجاز. ورأى ان حياته تقلع في عام 2005 مع أول ظهور له ألبوم كريس براون. وقد وجدت أول ظهور له تشغيل واحد انه» التي تنتجها ستورش سكوت الجزء العلوي من لوحة الساخن باعت 100.Son أول ألبوم أكثر من مليوني نسخة في الولايات المتحدة والبلاتين على شهادة مزدوجة من قبل ريا.
صدر ألبوم كريس براون، على سبيل الحصر الثانية في نوفمبر 2007. كلا قبلة قبلة واحدة "تبرز تي الألم، و" وأنت "قد حقق نجاحا كبيرا. "" كيس كيس "وصلت إلى المركز الأول على لوحة الساخن 100 تليها" وأنت "" وراء الحق في المركز الثاني. الإفراج عن كريس براون نسخة فاخرة وصفه متميزة: الطبعة أبد الأبد بما في ذلك واحدة التي وصلت إلى المركز الثاني في لوحة الساخن 100. حصري ومعتمد ألبوم البلاتين ويأتي في المرتبة رقم ثلاثة في المبيعات في الولايات المتحدة مع 1894552 نسخة بيعت في 2008.1. وفي الوقت نفسه، وكتب الأغاني لريهانا، جوناس الاخوة، وبريتني سبيرز... وكان صدر الألبوم الثالث الكتابة على الجدران في 4 ديسمبر 2009 في فرنسا و15 ديسمبر الدول Unis.Le أول واحد هو «يمكنني تحويل يا» يضم الليل واين وفوز Swizz التي وصلت إلى موقف 20 على الساخن 100 لوحة. والثانية كانت واحدة بدءا من عام 68 الزحف الموقف في 100.Graffiti وحة الساخن وباعت 102489 نسخة في الأسبوع الأول في الولايات المتحدة. حصل على جائزة أفضل الوافد الجديد للسنة في عام 2006 جوائز موسيقى الروح القطار، وحصل على ثلاث جوائز أخرى في حفل توزيع جوائز الموسيقى الأمريكية، بما في ذلك أفضل فنان الذكور للجائزة خلال حفل توزيع جوائز الرهان 20082.5، 3 جوائز خلال حفل توزيع جوائز الموسيقى لوحة والجوائز السبع في حفل توزيع جوائز اختيار التين، وأخيرا حصل على جائزة أفضل فنان من الذكور في عام 2008 في جوائز موسيقى الفيديو تي. وفاز كريس براون 29 جوائز خلال مسيرته ورشحت 77 مرة. لعب كريس براون هو أيضا فاعل، في الأفلام وهذا عيد الميلاد، والآخذون Steppin 'وظهرت في سلسلة من حياة زاك وكودي وفي الموسم 4 من نيوبورت بيتش. ويبدو أن المغني الشاب في سوبر حلوة بلادي يمر على تي. وتظهر فيها الشبان الأميركيين يحتفلون كل 16 أو 18 عاما الملايين اعتمادا على مناطق الولايات المتحدة حيث هذا العصر هو سنهم. يوم السبت 18 أكتوبر 2008، في برنامج ستار أكاديمي، الممثل كريس براون كيس كيس ومعكم "مع جوانا هارولد على TF1. خلال النصف الأول من عام 2009، وكان يشتبه انه من العنف المنزلي على صديقته، وريهانا مغنية. نهاية يوليو 2009، اعترف في الاعتذار العلني والسماح لمحاميه لتخفيف حكم السجن خمس سنوات ما يستطيع، في غضون 180 يوما في خدمة المجتمع. يوم 28 أكتوبر 2009، وكريس براون على خشبة المسرح مرة أخرى بعد أكثر من سبعة أشهر من الغياب في النفوذ، حيث غنى بعض الأغاني القديمة له مثل خذ لك للأبد أو لأسفل، ولكن أيضا العلامة التجارية مسار جديد يمكنني تحويل "يا. وفي نهاية الحفل، وقدم تحية جديدة لمايكل جاكسون. يوم 15 أكتوبر 2009، بدأ جولة صغيرة في الولايات المتحدة: فان التقدير جولة في غرف استضافة ما يصل إلى 2000 شخص. تنتهي الجولة 15 ديسمبر 2009. وتقدير المعجبين جولة الدولية تبدأ هذا العام. الإفراج عن اثنين من كريس براون راب في منطقة بلدي صدر يوم عيد الحب وفان أحد مشجعي مع Tyga سراح 17 مايو 2010. وراب وتحميل مجانا على شبكة الإنترنت. يوم 27 يونيو 2010، أدلى كريس براون لإشادة لا يصدق وتتحرك لمايكل جاكسون في الرهان جوائز عام 2010. ووصف أداء «العودة». في هذا المعرض، كما فاز بجائزة (أمريكا أون لاين Fandemonium جائزة) لمعظم المشجعين المخلصين

## ألبوماته
- 2005: "Chris Brown"
- 2007: "Exclusive"
- 2009: "Graffiti"
- 2011: ".F.A.M.E"
- 2012: "Fortune"
- 2014: "X"
- 2015: "Fan Of A Fan"
- 2016: "Royalty"
- 2020: "indigo"

## روابط خارجية
- كريس براون على موقع IMDb (الإنجليزية)
- كريس براون على موقع الموسوعة البريطانية (الإنجليزية)
- كريس براون على موقع ألو سيني (الفرنسية)
- كريس براون على موقع ميوزك برينز (الإنجليزية)
- كريس براون على موقع رولينغ ستون (الإنجليزية)
- كريس براون على موقع أول موفي (الإنجليزية)
- كريس براون على موقع بوكس أوفيس موجو (الإنجليزية)
- كريس براون على موقع قاعدة بيانات الأفلام السويدية (السويدية)
- كريس براون على موقع إن إن دي بي (الإنجليزية)
- كريس براون على موقع أول ميوزيك (الإنجليزية)